# Дазатиниб
Дазатиниб — противоопухолевое средство направленного действия, разработанное компанией Bristol-Myers Squibb. Дазатиниб обладает двойным действием: подавляет активность химерной тирозинкиназы BCR-ABL и тирозинкиназ Src-семейства. Препарат предназначен для перорального приёма и применяется в лечении хронического миелолейкоза при невозможности применять иматиниб, остром лимфобластном лейкозе с наличием филадельфийской хромосомы (Ph+). Кроме того, препарат имеет высокую эффективность при метастатической меланоме. Также ведутся исследования, выявившие его активность в качестве сенолитика.
Дазатиниб был создан в 2006 г. в результате поисков путей преодоления неэффективности иматиниба при хроническом миелолейкозе. Препарат получил своё наименование в честь одного из разработчиков, химика Джагабанду Даса.
С 2012 года препарат включён в Перечень ЖНВЛП.

## Общие сведения
Молекулярный механизм развития злокачественных заболеваний, против которых эффективен дазатиниб, заключается в следующем. В результате хромосомной транслокации происходит образование химерного гена BCR-ABL, кодирующего выработку химерной тирозинкиназы BCR-ABL. В отличие от нормальной киназы ABL, структурно изменённая киназа BCR-ABL оказывается постоянно активированной. Следствием этой постоянной активности является ускоренная пролиферация клеток и избегание апоптоза — то есть клетка приобретает признаки опухолевой клетки.

## Фармакологическое действие
Дазатиниб — противоопухолевый препарат, ингибитор протеинтирозинкиназ. Дазатиниб в наномолярных концентрациях ингибирует следующие тирозинкиназы: BCR-ABL, киназы SRC-семейства (SRC, LCK, YES, FYN), c-KIT, EPHA2, PDGFRβ и BTK. C помощью моделирования установлено, что дазатиниб связывается со многими формами киназы ABL.
In vitro дазатиниб проявляет активность против лейкозных клеточных линий, как чувствительных, так и резистентных к иматинибу. Дазатиниб ингибирует рост клеточных линий хронического миелолейкоза и BCR-ABL-положительного острого лимфобластного лейкоза. В условиях испытаний дазатиниб преодолевал резистентность к иматинибу, связанную с мутациями киназы BCR-ABL, активацией альтернативных сигнальных путей, включающих киназы семейства SRC (LYN, НСК) и гиперэкспрессией гена лекарственной полирезистентности ABCB1 (т. е. при устойчивости к двум и более препаратам). На основании сравнительной оценки степени подавления биохимической активности тирозинкиназы BCR-ABL дикого (немутантного) типа и подавления роста Ph-позитивных клеток было показано, что в культуре дазатиниб в 325 раз активнее иматиниба и в 16 раз активнее нилотиниба. Исследование зависимости эффективности дазатиниба от типа мутаций BCR-ABL подтвердило его высокую эффективность при большинстве из них.

## Применение
Препарат предназначен для применения при:
- хроническом миелолейкозе в хронической фазе или фазе акселерации, лимфоидном или миелоидном бластном кризе при резистентности или непереносимости предыдущей терапии, включая иматиниб;
- Ph-положительном остром лимфобластном лейкозе при резистентности или непереносимости предыдущей терапии.

Таблетки следует проглатывать целиком. Доза и курс лечения препаратом зависит от заболевания и его характера, при необходимости проводится симптоматическая терапия. Пациентам пожилого возраста изменение дозы препарата не требуется.

## Лекарственное взаимодействие
Ингибиторы CYP3A4 (например, кетоконазол, итраконазол, эритромицин, кларитромицин, атазанавир, индинавир, нефазодон, нельфинавир, ритонавир, саквинавир, телитромицин) могут повышать концентрацию дазатиниба в плазме крови. Таких сочетаний следует избегать, в случае совместного применения дозу дазатиниба следует уменьшить на 20—40 мг/сут.Индукторы CYP3A4 могут снижать концентрацию дазатиниба в плазме крови. Пациентам, получающим индукторы CYP3A4 (например, дексаметазон, фенитоин, карбамазепин, рифампицин, фенобарбитал), следует назначать препараты с меньшей способностью индуцировать этот фермент. Субстраты CYP3A4 с узким терапевтическим диапазоном, такие как альфентанил, астемизол, терфенадин, цизаприд, циклоспорин, фентанил, пимозид, хинидин, сиролимус, такролимус и производные спорыньи (эрготамин, дигидроэрготамин), следует применять с осторожностью у пациентов, получающих дазатиниб.
Трава зверобоя (Hypericum perforatum) может вызывать снижение концентрации дазатиниба в плазме крови, поэтому при лечении дазатинибом не следует назначать препараты, содержащие это растение. Одновременное применение дазатиниба  и антацидов не рекомендуется. В случае необходимости назначения антацидов их следует принимать не менее чем за 2 часа до или через 2 часа после приёма дазатиниба.
Вследствие длительного подавления секреции соляной кислоты на фоне приёма блокаторов гистаминовых Н2-рецепторов и ингибиторов протонной помпы (например, фамотидина и омепразола) возможно уменьшение концентрации дазатиниба. Одновременное применение этих препаратов и дазатиниба не рекомендуется.

## Передозировка
Имеется описание одного случая передозировки препарата дазатиниб (280 мг) пациентом с хроническим миелолейкозом, который не сопровождался клиническими симптомами и лабораторными отклонениями. Лечение: наблюдение, при необходимости — симптоматическая терапия.

## Побочное действие
Определение частоты побочных эффектов: часто (≥1% - <10%); иногда (≥0.1% - <1%).
Со стороны пищеварительной системы: часто — диарея, тошнота, рвота, запоры, боли в брюшной полости, воспаление слизистых оболочек (включая мукозит/стоматит), гастрит, колит, энтероколит, трещины в области анального отверстия, дисфагия, нарушения аппетита; иногда — эзофагит, язвы верхних отделов ЖКТ, непроходимость кишечника, панкреатит, холецистит, гепатит, холестаз, повышение активности трансаминаз, уровня билирубина, асцит.
Со стороны дыхательной системы: часто — лёгочные инфильтраты, пневмония, астма, отёк лёгких, плевральный выпот, кашель, одышка; иногда — бронхоспазм, острый респираторный дистресс-синдром, ретикулярная асфиксия.
Со стороны центральной нервной системы: часто — извращение вкуса, сонливость, обморок, тремор, судороги; иногда — амнезия, нарушение мозгового кровообращения, преходящие ишемические нарушения, синдром обратимой задней лейкоэнцефалопатии.
Со стороны системы кроветворения: часто — тромбоцитопения, анемия, нейтропения; иногда — снижение коагуляции, эритробластопения.
Со стороны костно-мышечной системы проявляется как миозит, мышечная слабость, мышечная скованность; иногда — тендинит, рабдомиолиз.
Со стороны сердечно-сосудистой системы: часто — сердцебиение, стенокардия, кардиомегалия, инфаркт миокарда, приливы жара, снижение или повышение АД; иногда — перикардит, желудочковая тахикардия, острый коронарный синдром, миокардит, удлинение интервала QTcF на ЭКГ.
Со стороны мочевыделительной системы: часто — учащённое мочеиспускание, почечная недостаточность; иногда — протеинурия.
Со стороны половой системы: часто — гинекомастия; иногда — нарушения менструального цикла, снижение либидо.
Со стороны органов чувств: часто — конъюнктивит, сухость глаз, шум в ушах, вертиго.
Дерматологические реакции: часто — задержка жидкости (поверхностные отёки), алопеция, сухость кожи, угри, крапивница, дерматит (включая экзему), фотосенсибилизация, изменения ногтей, нарушения пигментации; иногда — язвенные поражения кожи, острый фебрильный нейтрофильный дерматоз, буллёзный дерматоз, синдром ладонно-подошвенной эритродизестезии.
Со стороны лабораторных показателей: часто — увеличение активности КФК , повышение уровня тропонина, гиперурикемия (синдром опухолевого лизиса); иногда — гипоальбуминемия, нарушение агрегации тромбоцитов, гипокальциемия, гипофосфатемия.
Прочие: часто — слабость, герпетическая инфекция, сепсис (включая фатальный); иногда — повышенная чувствительность.

## Противопоказания
- беременность;
- период грудного вскармливания (лактации);
- детский и подростковый возраст до 18 лет (эффективность и безопасность не установлены);
- повышенная чувствительность к дазатинибу или другим компонентам препарата.

С осторожностью следует применять препарат у пациентов с печёночной недостаточностью.

## Особые указания

### Угнетение костномозгового кроветворения
При лечении препаратом дазатиниб возможны тяжёлые (3 и 4 степени по классификации NCI CTC) тромбоцитопения, анемия и нейтропения. Чаще данные реакции регистрируются у пациентов с далеко зашедшей фазой хронического миелолейкоза или острым лимфобластным лейкозом с положительной филадельфийской хромосомой, чем у пациентов с хронической фазой хронического миелолейкоза. Полный клинический анализ крови следует проводить еженедельно первые 2 месяца лечения, а затем ежемесячно или чаще, по клиническим показаниям. Угнетение костномозгового кроветворения обычно обратимо и проходит при временной отмене или снижении дозы.

### Кровотечения
Большинство случаев кровотечений на фоне применения препарата были связаны с тяжёлой тромбоцитопенией. Тяжёлые кровоизлияния в головной мозг, включая фатальные, зарегистрированы у менее 1% пациентов, получавших дазатиниб. Тяжёлые желудочно-кишечные кровотечения отмечены у 4% пациентов; обычно требовалась временная отмена препарата и гемотрансфузий. Другие тяжёлые кровотечения зарегистрированы у 2% пациентов.

### Задержка жидкости
При приёме дазатиниба может наблюдаться задержка жидкости. Задержка жидкости тяжёлой степени была зарегистрирована у 7% пациентов, включая выраженный плевральный и перикардиальный выпот у 4% и 1% пациентов, соответственно. Выраженный асцит и генерализованный отёк развились у менее 1% пациентов. У 1% пациентов зарегистрирован тяжёлый отёк лёгких. При появлении одышки или сухого кашля необходим рентгенологический контроль органов грудной клетки. Задержка жидкости обычно купируется при применении поддерживающей терапии со включением диуретиков или короткого курса ГКС. При выраженном плевральном выпоте требовались оксигенотерапия и торакоцентез.

### Удлинение интервала QT
Дазатиниб следует применять с осторожностью у пациентов с удлинённым интервалом QT или с риском его удлинения (при гипокалиемии, гипомагниемии, врождённом синдроме удлинённого интервала QT, при терапии антиаритмическими и другими препаратами, способными удлинять интервал QT, при предшествующей терапии высокими дозами антрациклинов). До назначения дазатиниба следует провести коррекцию гипокалиемии и гипомагниемии.

### Отклонение в лабораторных показателях
Увеличение активности трансаминаз или уровня билирубина 3 или 4 степени и гипокальциемия и гипофосфатемия третьей или четвёртой степени наблюдались чаще у пациентов с фазой миелоидного или лимфоидного бластного криза хронического миелолейкоза и острым лимфобластным лейкозом с положительной филадельфийской хромосомой. Нормализация активности трансаминаз и/или уровня билирубина обычно наступала после снижения дозы препарата или перерыва в лечении. Купирование гипокальциемии 3 или 4 степени наблюдалось при назначении препаратов кальция для приёма внутрь.

## Форма выпуска, состав и упаковка
Дазатиниб выпускается в виде таблеток по 20, 50 и 70 мг, упакованных в полиэтиленовые флаконы и картонные пачки. Таблетки, покрытые плёночной оболочкой белого или почти белого цвета, круглые, двояковыпуклые, с маркировкой "BMS" на одной стороне и цифирным кодом «528» — на другой. Вспомогательные вещества: лактозы моногидрат, целлюлоза микрокристаллическая, гипролоза, кроскармеллоза натрия, магния стеарат, Opadry белый (титана диоксид, гипромеллоза-6cP, макрогол 400).
В упаковку препарата помещён контейнер с осушителем, на который нанесены рисунок и предупредительная надпись. Контейнер с осушителем не вскрывать; содержимое контейнера не принимать внутрь.